# Kamouflageräka
Kamouflageräka (Hippolyte varians) är en kräftdjursart som beskrevs av Leach 1814. Kamouflageräka ingår i släktet Hippolyte och familjen Hippolytidae. Enligt den svenska rödlistan är arten sårbar i Sverige. Arten förekommer i Götaland. Artens livsmiljö är havet. Inga underarter finns listade i Catalogue of Life.